# EPIRB

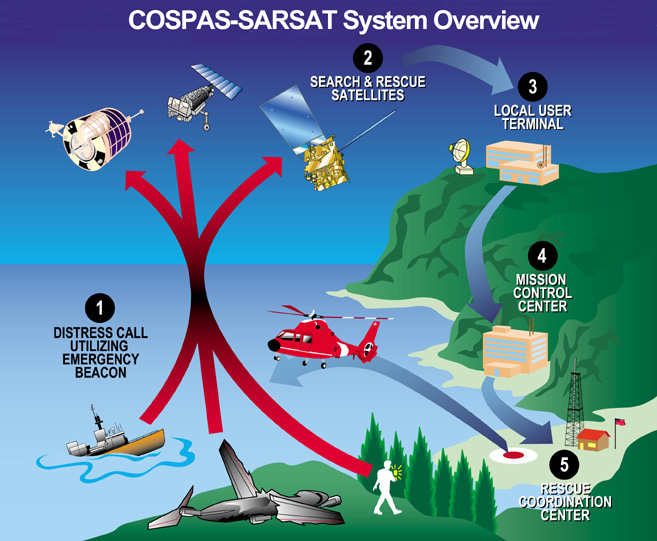
Přehledové schéma komunikačního systému COSPAS-SARSAT používaného k detekci a lokalizaci ELT, EPIRB a PLB.

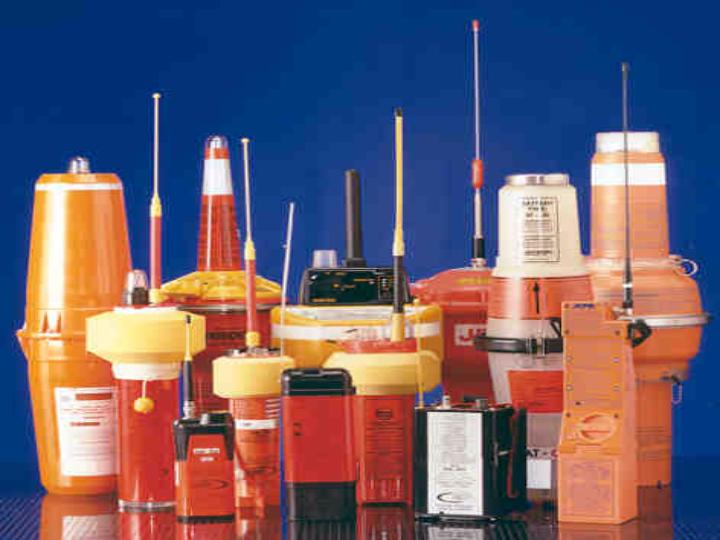
První generace nouzových lokalizačních majáků EPIRB

Nouzový radiomaják s indikací polohy (EPIRB) je typ nouzového lokalizačního majáku, přenosného bateriového rádiového vysílače, který se v nouzových situacích používá k lokalizaci letadel, plavidel a osob v nouzi, které potřebují okamžitou záchranu. V případě mimořádné události, jako je potopení lodi nebo pád letadla, se vysílač aktivuje a začne vysílat nepřetržitý rádiový signál, který slouží pátracím a záchranným týmům k rychlému vyhledání místa mimořádné události a poskytnutí pomoci. Signál je detekován satelity provozovanými mezinárodním konsorciem záchranných služeb COSPAS-SARSAT, které mohou detekovat nouzové majáky kdekoli na Zemi vysílající na tísňové frekvenci COSPAS 406 MHz. Konsorcium vypočítá polohu majáku a rychle předá informaci příslušné místní organizaci první pomoci, která provede pátrání a záchranu. Základním účelem tohoto systému je pomoci záchranářům najít přeživší během takzvaného "zlatého dne" (prvních 24 hodin po traumatické události), během kterého se obvykle podaří zachránit většinu přeživších. Vlastnost, kterou se moderní maják EPIRB, často nazývaný GPIRB, liší od jiných typů nouzových majáků, spočívá v tom, že obsahuje přijímač GPS a vysílá svou polohu, obvykle s přesností na 100 metrů (330 stop), aby usnadnil lokalizaci. Předchozí nouzové majáky bez GPS lze lokalizovat pouze s přesností na 2 km pomocí satelitů COSPAS.
Standardní frekvence moderního EPIRB je 406 MHz. Jedná se o mezinárodně regulovanou mobilní radiokomunikační službu, která napomáhá pátracím a záchranným operacím při zjišťování a lokalizaci lodí, letadel a osob v nouzi. Liší se od družicové radiomajákové stanice pro indikaci nouzové polohy.
První formou těchto radiomajáků byl ELT 121,500 MHz, který byl určen jako automatický lokalizační maják pro havarovaná vojenská letadla. Tyto majáky byly poprvé použity v 50. letech 20. století americkou armádou a od počátku 70. let 20. století byly povinně používány na mnoha typech komerčních letadel a letadel všeobecného letectví. Frekvence a formát signálu používaný majáky ELT nebyly navrženy pro satelitní detekci, což vedlo k tomu, že systém měl špatné schopnosti detekce polohy a dlouhé prodlevy při detekci aktivovaných majáků. Síť satelitní detekce byla vybudována až poté, co se majáky ELT již začaly všeobecně používat, přičemž první satelit byl vypuštěn až v roce 1982, a i tehdy satelity zajišťovaly pouze detekci s přesností určení polohy zhruba 20 km (12 mil). Později byla technologie rozšířena na použití na plavidlech na moři (EPIRB), u jednotlivých osob (PLB a od roku 2016 MSLD). Všechny přešly od používání frekvence 121 500 MHz jako primární frekvence k používání frekvence 406 MHz, která byla navržena pro satelitní detekci a lokalizaci.
Od vzniku systému Cospas-Sarsat v roce 1982 pomohly tísňové radiomajáky při záchraně více než 28 000 osob ve více než 7 000 tísňových situacích. Jen v roce 2010 systém poskytl informace, které posloužily k záchraně 2 388 osob v 641 nouzových situacích.